# موتيلوا
بلدية موتيلوا (بالإسبانية: Mutiloa) هي بلدية تقع في مقاطعة غيبوثكوا التابعة لمنطقة إقليم الباسك شمال إسبانيا.

## الديموغرافيا
بلغ عدد سكان بلدية موتيلوا 246 نسمة عام 2011 (وفقاً للمعهد الوطني للإحصاء الإسباني).
| 168 | 167 | 158 | 168 | 218 | 235 | 246 |

## أعلام
- جون أندر إنساوستي